# Lestes australis
Lestes australis là loài chuồn chuồn trong họ Lestidae. Loài này được Walker mô tả khoa học đầu tiên năm 1952.